# Crazy FM
Crazy FM was een dance-radiozender die te ontvangen was in de Belgische provincies West- en Oost-Vlaanderen.
De hoofdstudio was gelegen te Elverdinge, nabij Ieper.
Crazy FM was sinds 27 augustus 2004 on air op 105,5 MHz in Staden en kende een groeiend publiek. De radio werd in 2005 al bekroond voor beste lokale radio van West-Vlaanderen.
Op 17 maart 2010 gooide de zender echter de handdoek in de ring. De frequenties werden onder andere door TOPradio en RGR fm overgenomen.

## Frequenties
Dit zijn de frequenties waarop Crazy FM tot 17 maart 2010 op te horen was:
West-Vlaanderen: 
- Ieper: 106.4 FM (TopRadio, sinds 2018: Stadsradio Vlaanderen)
- Knokke-Heist: 105.8 FM (RGR fm, sinds 2018: onbekend)
- Menen/Wevelgem: 107.1 FM (TopRadio, sinds 2018: niet verdeeld)
- Brugge/Oostkamp: 107.7 FM (RGR fm, sinds 2018: VMI FM)
- Poperinge: 104.5 FM (TopRadio, sinds 2018: S-Radio)
- Staden: 105.5 FM (TopRadio, sinds 2018: Hit fm)
- Tielt/Aarsele: 105.8 FM (City-Music, sinds 2018: Radio Meteor)
- Torhout: 107.5 FM (I.R.O., sinds 2018: T.R.O.)
- Waregem: 105.4 FM (Hit fm, sinds 2018: Radio Media)

Oost-Vlaanderen:
- Eeklo: 105.2 FM (RGR fm, sinds 2018: Radio Tamboer)
- Gavere: 107.9 FM (Hit fm, sinds 2018: niet verdeeld)
- Gent: 105.7 FM (Family Radio, sinds 2018: Radio Systeem)